# Tsuruga
Tsuruga (Japans: 敦賀市, Tsuruga-shi) is een havenstad aan Wakasa-baai aan de Japanse Zee in de prefectuur Fukui in Japan. De oppervlakte van de stad is 250,74 km² en begin 2009 had de stad circa 68.000 inwoners.

## Geschiedenis
Op 1 april 1937 werd Tsuruga een stad (shi) na samenvoeging van de gemeente Tsuruga (敦賀町, Tsuruga-chō) en het dorp Matsubara (松原村, Matsubara-mura).
In 1955 werden 5 dorpen aan de stad toegevoegd.

## Economie
In Tsuruga staan de experimentele Monju snelle kweekreactor en de operationele Tsuruga kerncentrale (敦賀発電所, Tsuruga hatsudensho).
Naast de haven is ook de voedingsindustrie (verwerking van vis- en andere zeeproducten) een belangrijke werkgever.

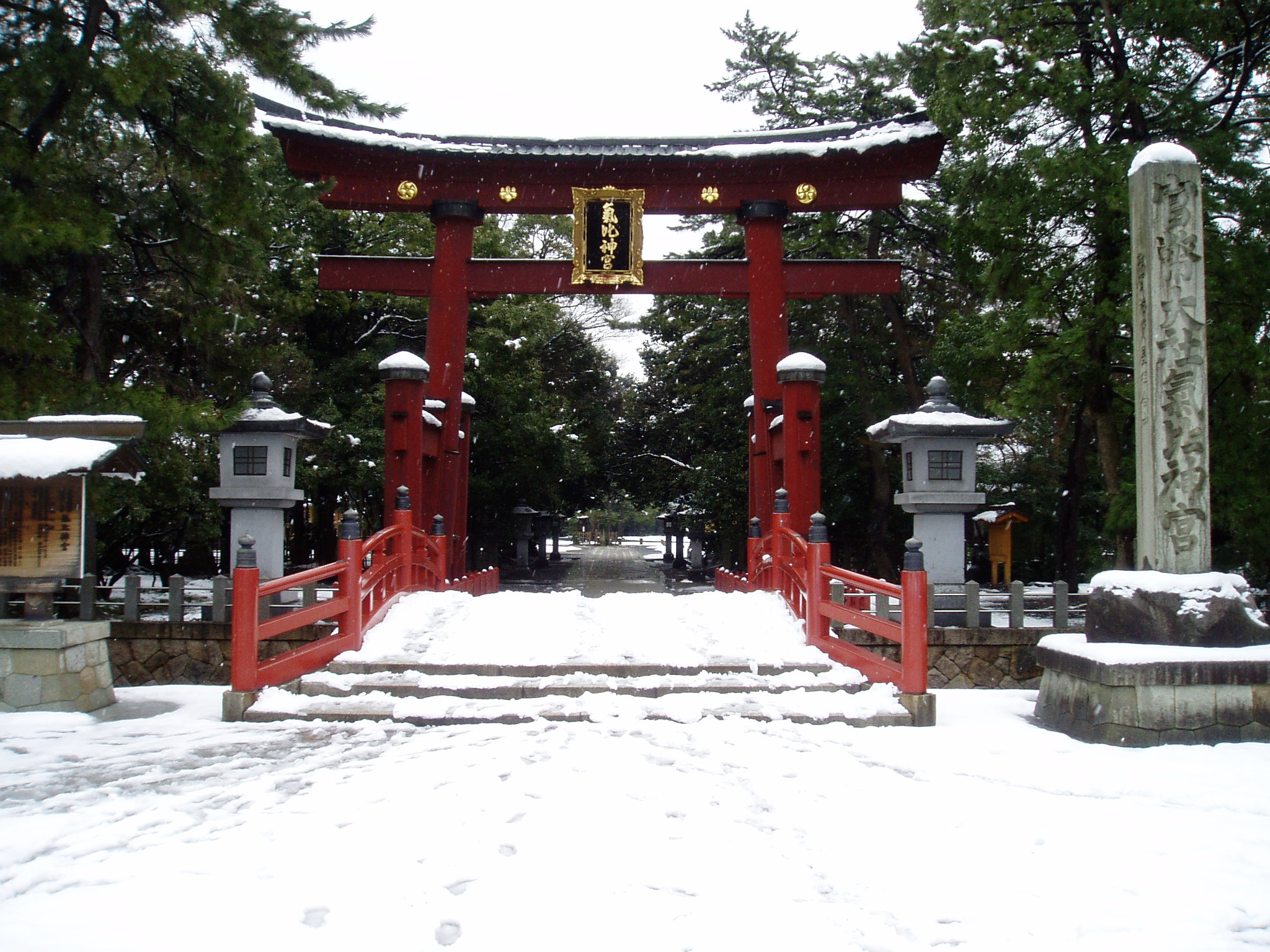
Grote torii van de Kehi-jingū

## Bezienswaardigheden
- Kehi-jingu (氣比神宮, Kehi-jingū), een shinto-heiligdom
- Kehi no matsubara, strand en mangrove
- Mizushima, een onbewoond eiland in de Wakasa-baai
- Kanegasakigu, een jinja met vele sakura
- In Tsuruga staan ongeveer twintig bronzen beelden van karakters en scènes uit de anime-series Uchu Senkan Yamato en Galaxy Express 999 uit de jaren 70 van de twintigste eeuw. Deze beelden zijn opgericht in het kader van een tentoonstelling van het werk van Leiji Matsumoto in 1999.

## Verkeer
Tsuruga heeft een haven met ferry-diensten
Tsuruga ligt aan de Hokuriku-hoofdlijn en de Obama-lijn van de West Japan Railway Company.
Tsuruga ligt aan de Hokuriku-autosnelweg en aan de autowegen 8, 27, 161, 162 en 476.

## Stedenband
Tsuruga heeft een stedenband met
- Donghae, Gangwon, Zuid-Korea
- Taizhou (Zhejiang), China
- Nachodka, Rusland

## Aangrenzende steden
- Takashima

## Geboren in Tsuruga
- Shinkichi Hashimoto (橋本 進吉, Hashimoto Shinkichi), taalkundige
- Tsuyoshi Takagi (高木 毅, Takagi Tsuyashi), politicus van de LDP